# 宇宙追缉令
《宇宙追缉令》（英語：The One）是一部于2001年上映的美国动作片，导演黄毅瑜，由李连杰、杰森·斯坦森、德尔罗伊·林多和卡拉·古奇诺等人主演。

## 劇情
蓋勃瑞（李連杰飾）是一個身手矯捷、極富正義感的洛杉磯刑警。某天在進行押送犯人的任務時，他遇見一個跟自己長得一模一樣的人來追殺他，蓋勃瑞起初還以為是幻覺，但是有兩名神秘男子出現救下他。其中一名男子前去追捕企圖追殺他的男子，另一名則告訴他整件事的來龍去脈。
男子自稱伊凡.泛斯克，他與另一名男子哈利·羅德克隸屬於多重宇宙管理局（MultiVerse Authority，簡稱MVA）的探員，而刺殺他的男子名為劉宇，曾經也是MVA的探員與羅德克的搭擋，但是某次任務中劉宇在別的宇宙誤殺自己的分身而得到對方的能量後變開始獵殺123個分身，而將蓋勃瑞這最後的分身殺掉後劉宇便成為救世主。
起初蓋勃瑞不信泛斯克所說的一切只認定他是瘋子，但是劉宇潛入他的家中殺害蓋勃瑞的妻子與同事，讓蓋勃瑞成為眾矢之的，同時羅德克被劉宇殺害，泛斯克與蓋勃瑞兩人決定聯手追捕劉宇。
首先蓋勃瑞與泛斯克將劉宇引來，蓋勃瑞雖然將劉宇擊敗但還是沒殺他，而是與泛斯克將劉宇帶到MVA總部讓他接受審判，隨後劉宇被傳送到監獄。由於蓋勃瑞不是該宇宙的居民，即便逮捕劉宇有功但是MVA只能將他送回原本的宇宙，但是蓋勃瑞必須承擔劉宇所犯的罪行，同情蓋勃瑞遭遇的泛斯克瞞著上司將前者送往別的宇宙，讓他可以重新生活。

## 演員
- 李連杰 飾演 蓋勃瑞·"蓋布"·羅 (Gabriel "Gabe" Law) / 蓋勃瑞·宇羅 (Gabriel Yulaw ) / 羅尼斯 (Lawless)
- 傑森·史塔森 飾演 伊凡·泛斯克 (Evan Funsch)，MVA探員
- 戴洛·林多 飾演 哈利·羅德克，MVA探員 / 加油站服務員
- 卡拉·古奇諾 飾演 T.K.·羅 / 馬西·沃爾什，蓋勃瑞·"蓋布"·羅的妻子